# El gran dimecres
El gran dimecres (original: Big Wednesday) és una pel·lícula dirigida per John Milius, estrenada el 1978. Ha estat doblada al català. És la tercera pel·lícula de John Milius i probablement una de les millors pel·lícules consagrats al surf. Els elements que Milius desenvoluparà després com a director o guionista són ja presents: elogi de la potència, de la virilitat, però també de la fraternitat i l'èpica i mitificació dels herois, acompanyats per la sublim música de Basil Poledouris.

## Argument
L'acció segueix tres joves surfers amb talent units per un mateix amor del mar però que seran separats pels atzars de la vida: pèrdua de la innocència dels anys 60, Vietnam, responsabilitats creixents, desil·lusions...
La pel·lícula acaba amb el "Big Wednesday", dimecres de 1974 on va ser gravada l'ona més gran (més de sis metres d'alçària) a Califòrnia, ocasió única d'aplegar una última vegada els amics units per un mateix amor a la vida i la seva passió comuna. De 1962 a 1974, és el final d'una era (l'adolescència) i el començament d'una altra ben diferent (l'estat adult) que ens és explicada a través d'una mirada empeltada de nostàlgia i de calidesa, via la crònica del final de la innocència. Allà on no arribava American Graffiti el 1962 i no abordava més que amb vinyetes elusives la continuació de les aventures dels personatges, és aquí tota una explicació de la vida dels herois.

## Repartiment
- Jan-Michael Vincent: Matt Johnson
- William Katt: Jack
- Gary Busey: Leroy Smith
- Sam Neville: Bear
- Hank Worden: Shopping Cart

## Al voltant de la pel·lícula
Un dels surfers de Big Wednesday marxa al Vietnam amb la seva taula sota el braç. Es trobarà en una altra pel·lícula guionitzada per John Milius, Apocalypse Now.